# Branicki-Palast (Miodowa)

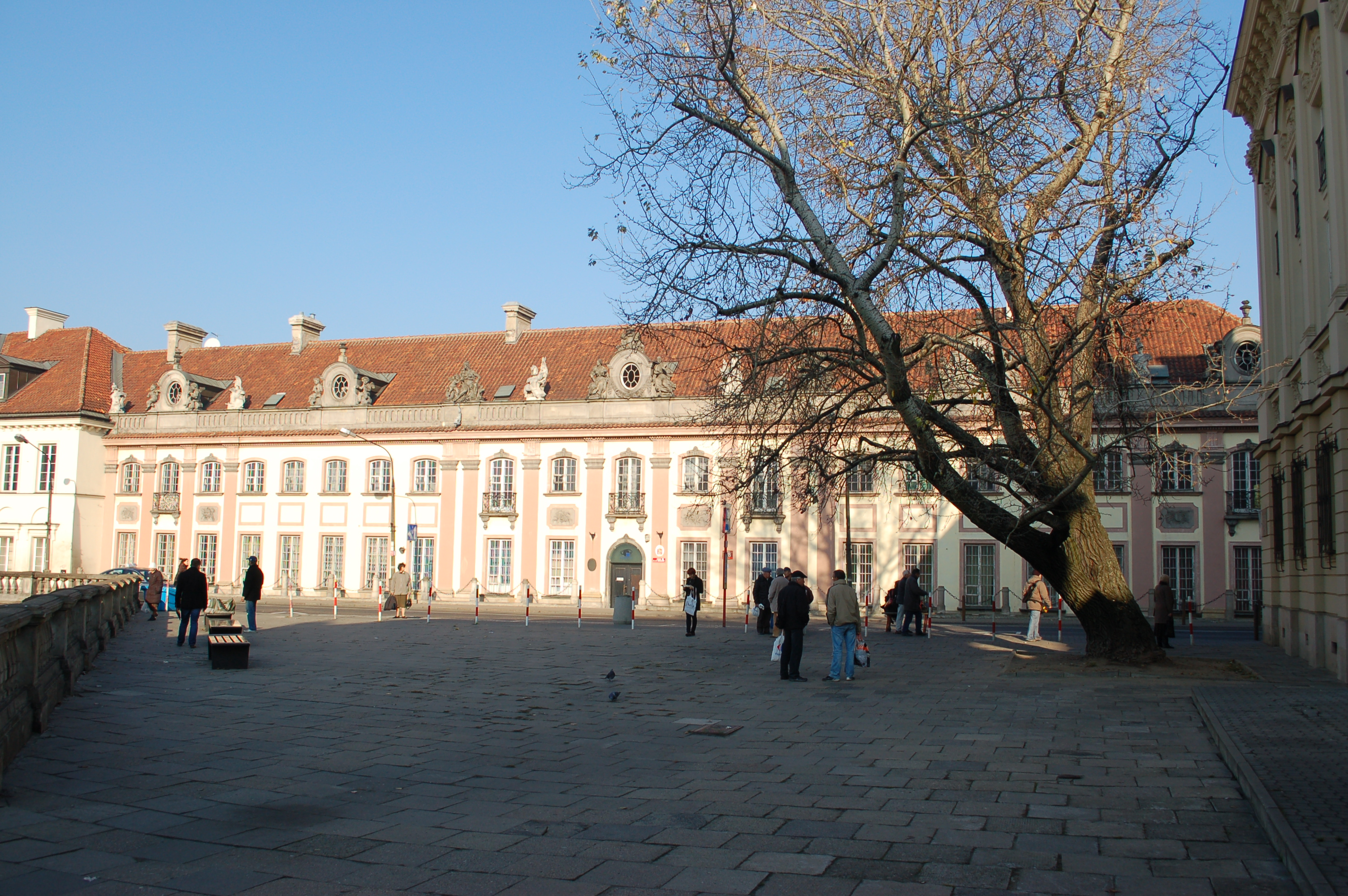
Die rückwärtige Palastfassade an der Ulica Miodowa

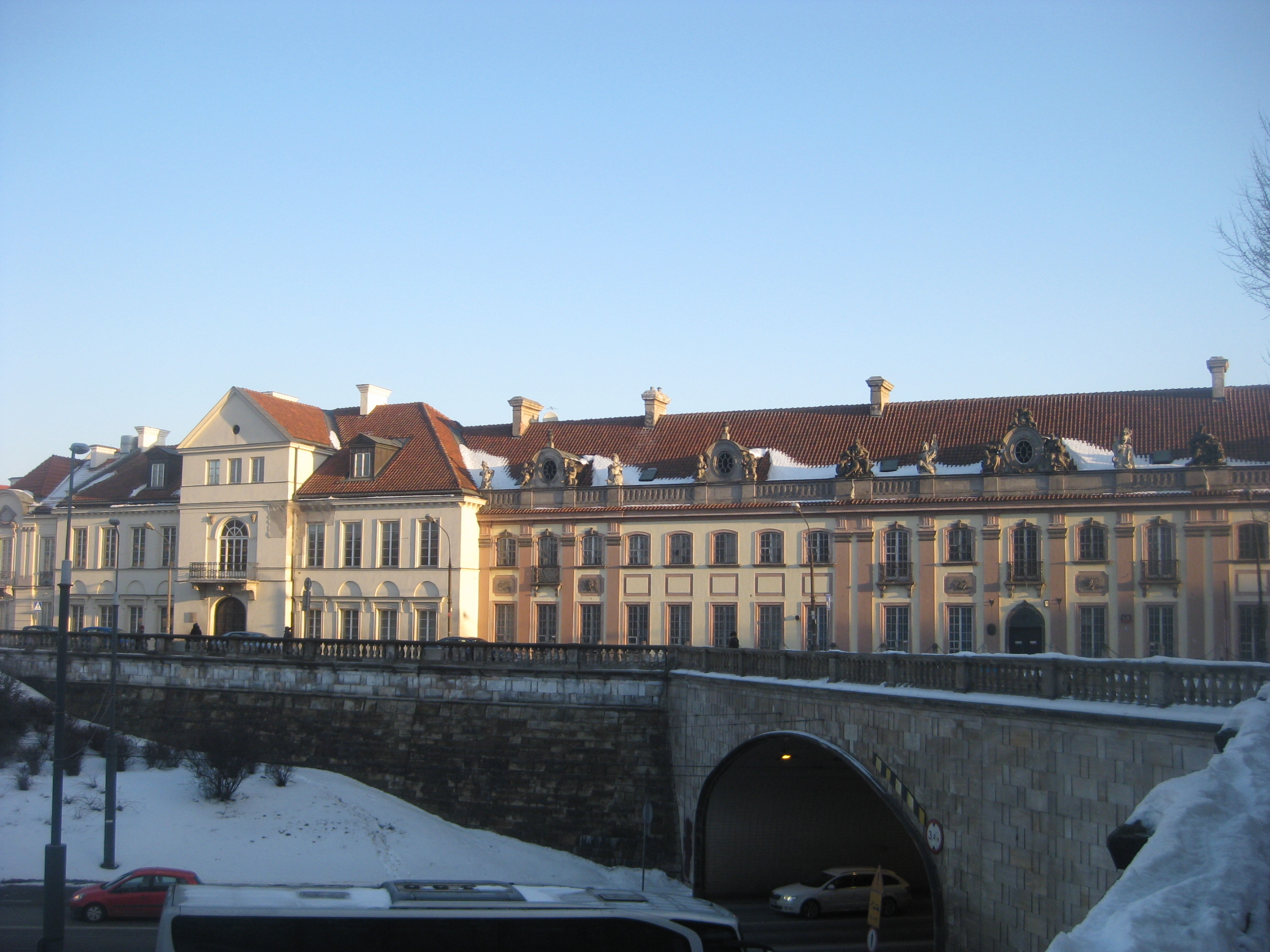
Über dem Tunnel der W-Z-Verbindung

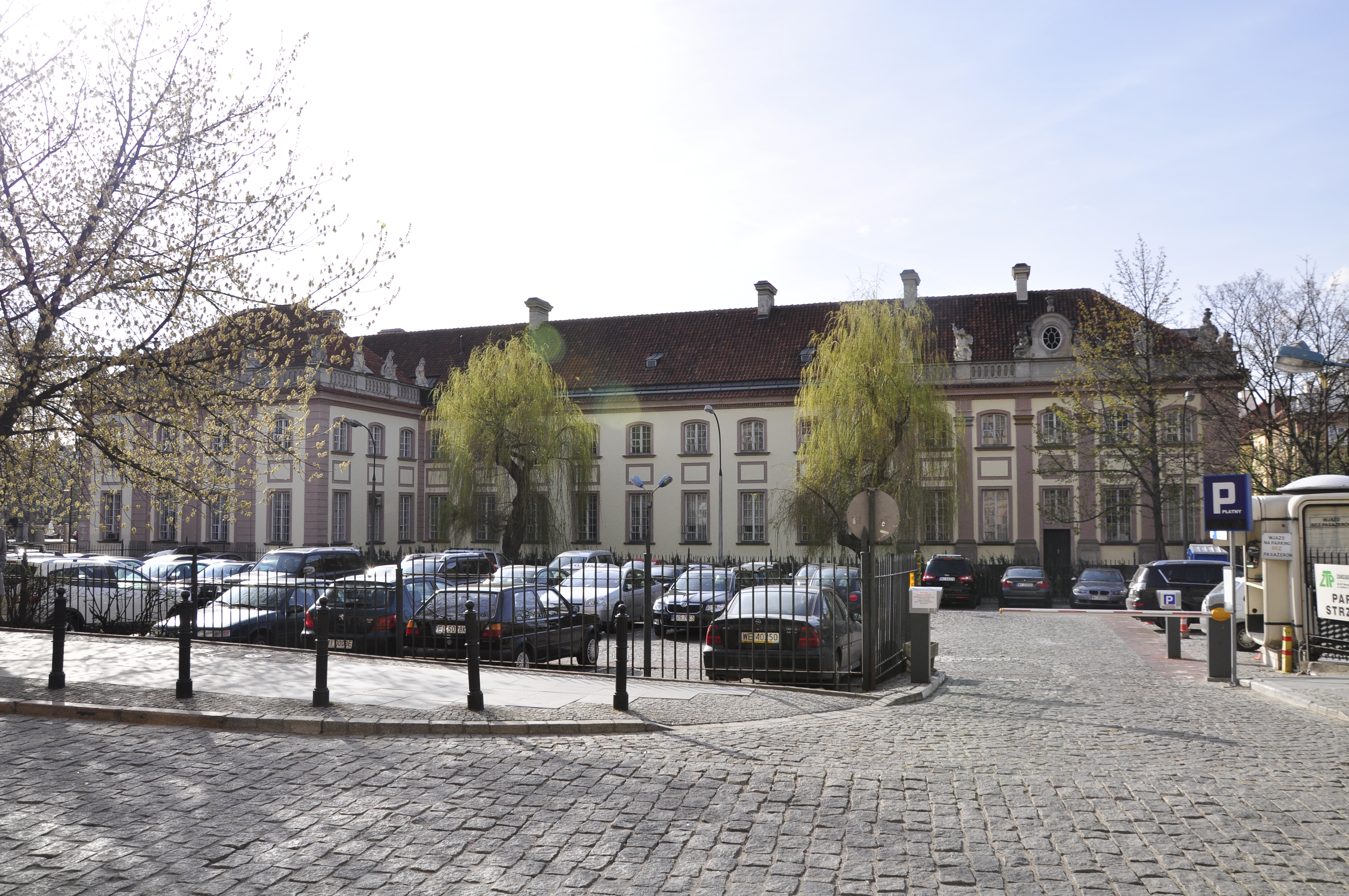
Blick auf den Südostflügel der Anlage, im Vordergrund verläuft die Ulica Senatorska

Der spätbarocke Branicki-Palast befindet sich in Warschau an der Ulica Miodowa 6. Der Zugang über den Ehrenhof erfolgt von der Ulica Podwale 3. Nur rund 100 Meter entfernt vom Königsschloss gelegen, gehört die Anlage zu den prächtigsten Magnatenpalästen der Stadt. Sie steht seit dem 1. Juli 1965 unter Denkmalschutz (Nr. 436/1).

## Geschichte
Seit der ersten Hälfte des 17. Jahrhunderts befand sich an dieser Stelle ein Herrenhaus der Familie Sapieha. Im 18. Jahrhundert erwarb Stefan Mikołaj Branicki (1640–1709), ein polnischer Adliger und Politiker, das Gelände. Doch erst der Hetmann Jan Klemens Branicki entschloss sich zum Bau eines Palastes. Mit dem Bau der Anlage nach einem Entwurf von Jan Zygmunt Deybel wurde frühestens im Jahr 1740 begonnen. 1743 waren die Hauptbauarbeiten abgeschlossen, aufgrund von Meinungsverschiedenheiten zwischen dem Bauherrn und seinem Architekten wurde die Fertigstellung sowie der Innenausbau jedoch an Johann Heinrich Klemm übertragen. Bei der bereits zum Rokoko übergehenden Innenausstattung wirkten Łukasz Smuglewicz und Sylwester Mirys. Der Rokoko-Bildhauer Jan Chryzostom Redler schuf die Plastiken auf der Attika.
Neben dem spätbarocken Corps de Logis, das entlang der Miodowa verläuft, verfügt das Ensemble über zwei Nebengebäude im Stil des Klassizismus, die sich in Richtung der Podwale erstrecken und so einen Ehrenhof bilden. Zur Podwale hin schloss ein schmiedeeisernes Gitter mit Toreinfahrt die Anlage ab. Der Kernbau verfügt auf seiner Hofseite über einen massiven Portikus, der von einer Wappenkartusche, die von allegorischen Figuren gehalten wird, gekrönt wird.
Ab 1750 war dann Giacomo Fontana als Baumeister mit dem Ausbau der Anlage beschäftigt. Er leitete den Bau von Wirtschaftsgebäuden sowie des 1753 bis 1754 errichteten Pavillons an der zur Ulica Senatorska gelegenen Südostseite des Palastes. Dieser ebenfalls spätbarock ausgestaltete Pavillon existiert heute nicht mehr, an seiner Stelle befindet sich ein unansehnlicher Parkplatz.

### Prinzessin Izabela
Nach dem Tode des Hetmanns 1771 erbte und bewohnte dessen dritte Ehefrau, Izabela Poniatowska, eine Schwester des Königs Stanislaus II. August Poniatowski, den Palast, der nach ihrem Spitznamen nun als „Palast der Krakauer Dame“ (Polnisch: „Pałac Pani Krakowskiej“) bezeichnet wurde. Sie ließ Johann Christian Kamsetzer die Innenräume neu gestalten.
Im Jahr 1804 verkaufte die Prinzessin den Palast an Józef Niemojewski und dessen Frau Julianna. Die neuen Eigentümer beauftragten Friedrich Albert Lessel mit dem Umbau des linken Palastflügels. Von Lessel stammten auch die Entwürfe zu zwei weiteren Nebengebäuden, die die Front zur Podwale neben der Einfahrt abschlossen. Diese Gebäude waren bereits 1805 errichtet. Die Niemojewskis teilten nun die Anlage auf und verkauften sie an drei verschiedene Besitzer: den ostwärtigen Flügel und das dahinterliegende Grundstück erwarb Józef Pisarzewski, das Pendant auf der nordwestlichen Seite ging an eine Familie Schneide. Das Kerngebäude kaufte 1808 Stanisław Sołtyk, der es bereits 1817 an den Kaufmann Józef Dyzmański weiterveräußerte.
Unter Dyzmański wurde das Erdgeschoss des Palastes zur von der Miodowa aus begehbaren Geschäften umgebaut. Auf dieser Seite entstand auch ein auf Säulen ruhendes Vordach, was dem Gebäude den Namen „Säulenpalast“ einbrachte. Dieser Vorbau/Dach besteht nicht mehr. Im 19. Jahrhundert wechselte der Palast noch mehrfach den Besitzer und wurde schließlich zu einem Mietshaus umgebaut, wobei der ursprüngliche Charme des Anwesens verlorenging.

### Zweiter Weltkrieg und Nachkriegszeit
Beim deutschen Angriff auf Warschau wurde der Palast im Jahr 1939 von Bomben getroffen und brannte aus. 1944 erfolgte während und nach dem Warschauer Aufstand die völlige Zerstörung. Bis 1949 gehörte der Palast dem polnischen Großgrundbesitzer, Politiker und Journalisten Franciszek Salezy Potocki (1877–1949), dann erfolgte die Enteignung per Dekret des Staatspräsidenten Bolesław Bierut. In den Jahren 1949 bis 1953 wurde er unter der Leitung von Borys von Zinserling (1889–1961), Architekt und Lehrer an der Politechnika Warszawska, wieder aufgebaut. Zinserling richtete sich bei seiner Wiederaufbau-Planung – wie beim Aufbau vieler anderer Objekte Warschaus in der Zeit ebenfalls – nach Stichen des Malers Bernardo Bellotto. Palast und Seitenflügel entstanden also als Abbildungen der von Deybel, Klemm und Lessel errichteten Gebäude. Unter der Südwestspitze des Palastes verläuft seit 1949 die Schnellverkehrsstraße Trasa W-Z. Bis 1966 diente der Palast als Sitz des Ministeriums für Hochschulwesen. Folgend war hier das Komitee für Wissenschaft und Technik untergebracht und seit 1972 das Ministerium für Hochschulwesen, Wissenschaft und Technik.
Später wurde das Ensemble von seinem Eigentümer, der Warschauer Stadtverwaltung genutzt. Im September 2008 wurden Verhandlungen mit den Erben des letzten Vorkriegsbesitzers Potocki über die Bedingungen für die Rückgabe (Verkauf) des Palastes begonnen, und im November 2008 eine Vereinbarung getroffen, die eine Rückgabe des Objektes im Jahr 2010 vorsah. Der Kaufpreis, den die Erben zahlen müssen, wurde nicht bekannt. Für die weitere Nutzung der rund 3.000 Quadratmeter Bürofläche in dem Objekt sollte die Stadtverwaltung gem. Vereinbarung 180.000 Złoty/Monat bezahlen. Die Erben von Franciszek Salezy Potocki planten, die Räumlichkeiten des Palastes zu vermieten.